# SR c
SR c var en radiokanal och webbplats för experimentell radio (2001-2012). Kanalen, som initierades av Marie Wennersten, utgjorde en plattform för konst, journalistik och idéer - interaktiva eller linjära, personliga och politiska. Kanalen har huserat på Sveriges Radios hemsida, men har också vidgat sin spelplats till FM-nätet, järnvägsstationer, torg, konsthallar och bokhandlar. SR c har utforskat nya former att producera, presentera och uppfatta radio. C:et i SR c har stått för att se – i ordets vidaste bemärkelse. Över 200 verk av olika konstnärer, författare, filosofer och radiomakare i Sverige och andra delar av världen fanns samlade på SR c:s hemsida. Verken rörde sig ofta i gränstrakterna mellan radioteater, musik, performance, hörspel och dokumentär. Mette Göthberg, Ulrika Jonsson, Karolina Gerdin och Steven Cuzner ingick i kanalens första redaktion. 
Programmen fanns samlade i temanummer (Skogen, Staden, Det nomadiska, Hjärnan, Det som inte blev sagt, Tutti-Frutti m fl) genom mycket uppmärksammade och särskilt utvecklade gränssnitt, av bland andra Igor Isaksson och Erik Sandelin. Till vissa temanummer fanns även program från Sveriges Radios arkiv som tillgängliggjordes i tematiska bildvärldar. SR c har uppmärksammats på olika sätt i Sverige och utomlands. 2004 fick webbapplikationen Let Them Sing It For You (utvecklad av konstnären Eric Bünger för SR c i samarbete med P4) ett hedersomnämnande i Prix Europa och kom att få en dittills unik spridning via internet, närmare sex miljoner lyssnare/användare. . Kanalen finns också omnämnd och representerad bland annat i Erik Granly Jensen och Brandon LaBelles antologi Radio Territories (Errant Bodies 2007). 
Till och med den 20 september 2012 gick det att lyssna på webbkanalen dygnet runt på Sveriges Radios webb. I sändningarna varvades program med musik vald till programmen av DJ:s. Ibland livesände SR c evenemang. Ett annat sätt att ta del av SR c var att prenumerera programmen som poddradio.
Sveriges Radio beslutade att släcka SR c 2012, vilket föregicks av debatt och inlägg i olika tidningar och tidskrifter. I och med nedläggningen raderades såväl applikationer som gränssnitt. Ett sista temanummer i form av ett finissage med tema Döden - "AKT c" - hölls på Bonniers konsthall.. Nathaly Salas var kreativ producent för finissaget och temat. Många av kanalens tidigare medverkande konstnärer deltog med originalverk, bland dem Matti Kallioinen, Steven Cuzner, Marie Wennersten presenterades. Också konstnärerna Iris Smeds, Malin Elgán, Vulkano, Anastasia Ax och Marja-Leena Sillanpää deltog med nya verk.
Genom en överenskommelse med Sveriges Radio är SRcs ljudande arkiv sedan 2012 inhyst hos Audiorama.